# Janine Mehrtens
Janine Mehrtens (Utrecht, 11 december 1954) is een Nederlands toetseniste en componiste. Ze is de dochter van Frits Mehrtens.
Ze kreeg haar opleiding aan het Conservatorium van Utrecht met als docenten Tristan Keuris en Ton Hartsuiker. Ze schakelde vervolgens over op een studie Rechten en Psychologie aan de Rijksuniversiteit Utrecht. Ze was in de jaren tachtig te horen en te zien bij de muziekgroepen Ravage (1984) en The Dame (1986) van Alexandra van Marken; ze speelde er synthesizer in een eigen stijl met een combinatie van klassieke muziek, fusion en pop. 
Ze werd kerkorganist te Kortenhoef (Hervormde Gemeente) en componeerde een aantal werken, voornamelijk binnen de kamermuziek. Ze schreef in de jaren tachtig muziek bij televisieprogramma’s van de IKON (Bijbelvertellingen geschreven door Henk Barnard).

## Composities
Donemus vermeldt als werken:
- 1990: Sonate voor viool solo
- 1991: Suite voor viool en piano
- 1991: Blaaskwintet (fluit, hobo, klarinet, fagot, hoorn)
- 1992: Concert voor piano en zestien instrumenten
- 1992: Kwartet voor drie klarinetten en basklarinet
- 1992: O how thy worth with manners may I sing (zangstem en piano)
- 1992: The hours rise op (zangstem en piano)

## Publicaties
In de 21e eeuw is ze kunstenares die een verbinding legt tussen muziek en beeld. In 2021 heeft ze onder andere acht boeken op haar naam staan onder de titel Centural Collection.